# Pimpinella gracilis
Pimpinella gracilis är en flockblommig växtart som beskrevs av Gottlieb Wilhelm T.G. Bischoff. Pimpinella gracilis ingår i släktet bockrötter, och familjen flockblommiga växter. Inga underarter finns listade i Catalogue of Life.